# Liste von Städten und Orten an der Elbe

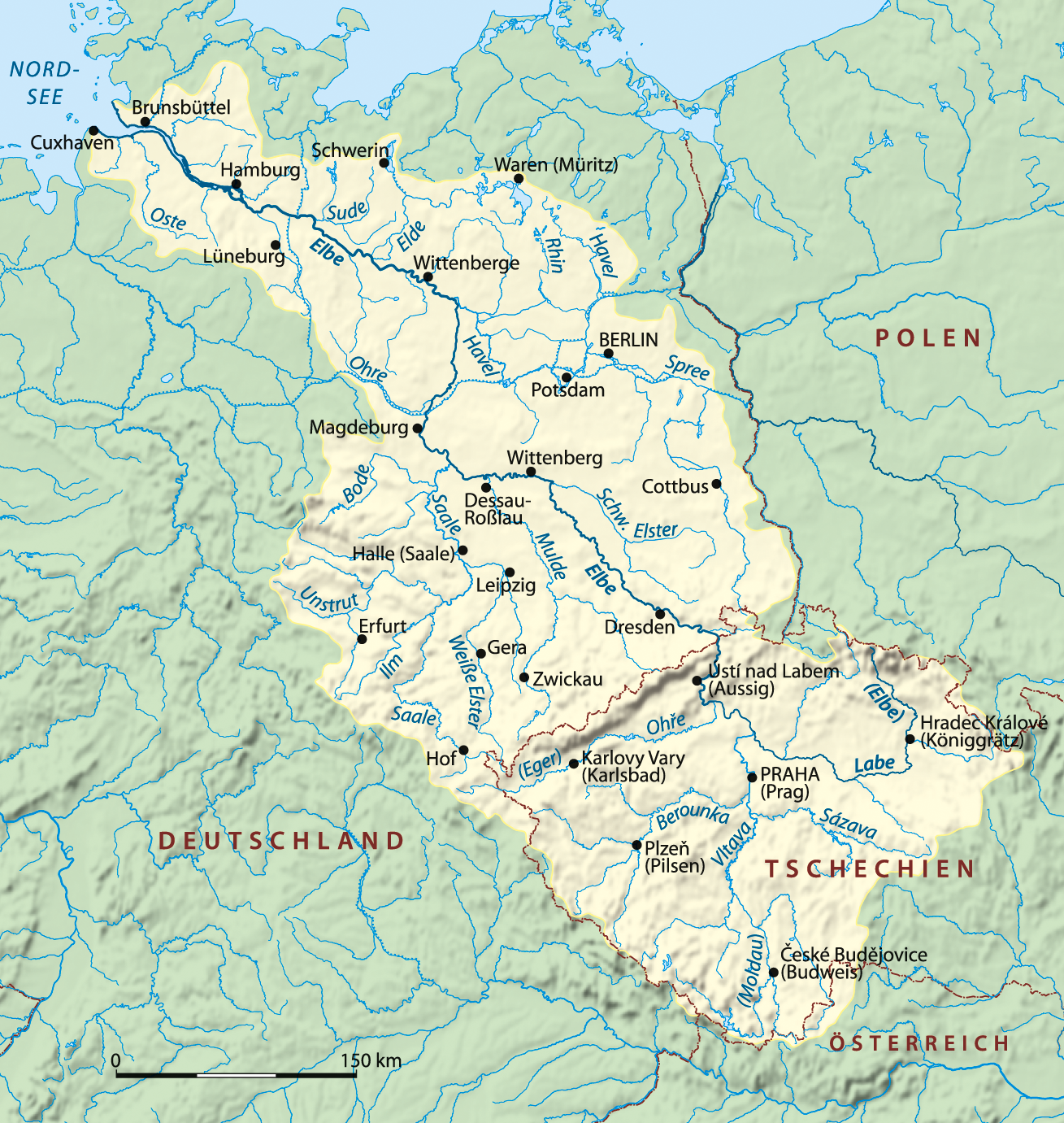
Verlauf und Einzugsgebiet der Elbe

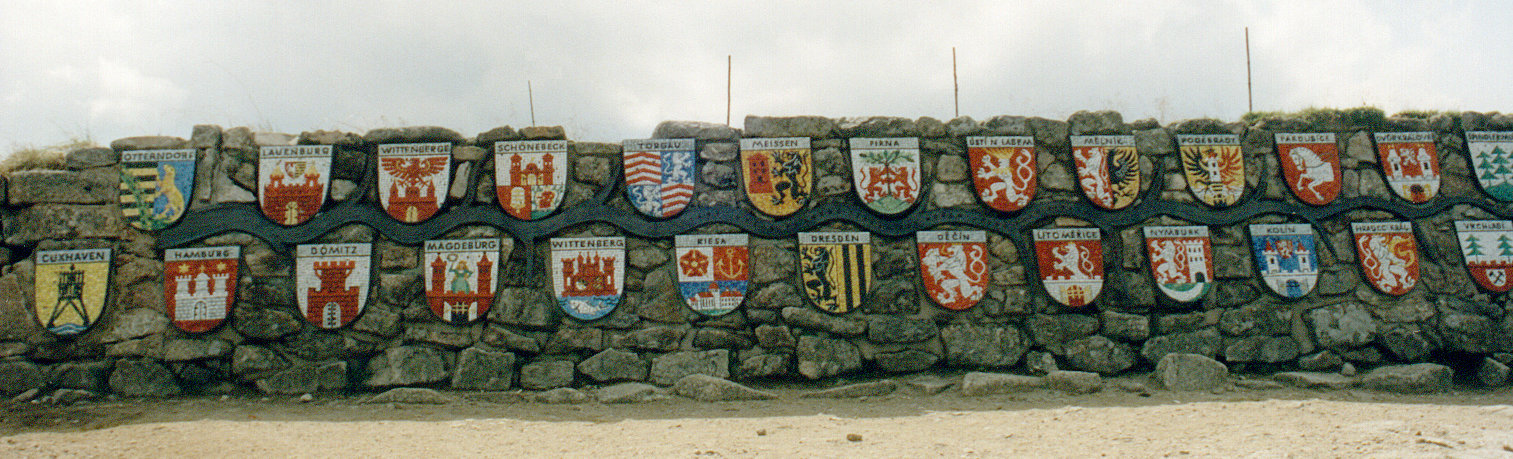
Elbquelle: Wappen der Elbstädte am Wasserloch

Die folgende Liste von Städten und Orten an der Elbe soll mal alle Regionen, Städte und Orte an der Elbe von der Quelle in Tschechien bis zur Mündung in die Nordsee auflisten, aktuell macht sie das aber noch nicht.

## Wichtige Regionen und Großstädte

### Regionen
- Metropolregion Hamburg
- Metropolregion Mitteldeutschland und der Ballungsraum Dresden
- Ballungsraum Magdeburg

### Großstädte
- Hamburg (Alter und neuer Elbtunnel, mehrere Straßen- und Eisenbahnbrücken, die letzten festen Elbquerungen flussabwärts)
- Dresden (sieben Straßenbrücken, A 4, B 6, B 170, B 173; zwei Eisenbahnbrücken)
- Magdeburg mit dem größten Wasserstraßenkreuz Europas

## Städte und Orte

### Tschechien
- Špindlerův Mlýn (Spindlermühle)
- Vrchlabí (Hohenelbe)
- Smiřice (Smirschitz)
- Jaroměř an den Mündungen von Úpa (Aupa) und Metuje (Mettau)
- Hradec Králové (Königgrätz) an der Mündung der Adler (Orlice)
- Kolín
- Pardubice (Pardubitz)
- Mělník am Zusammenfluss von Moldau (Vltava) und Elbe
- Štětí
- Roudnice nad Labem (Raudnitz)
- Litoměřice (Leitmeritz) an der Mündung der Eger (Ohře)
- Lovosice (Lobositz) an der Mündung der Model (Modla)
- Ústí nad Labem (Aussig) an der Mündung der Biela (Bílina)
- Děčín (Tetschen) an der Mündung der Polzen (Ploučnice)

### Deutschland
- Bad Schandau (Straßenbrücke B 172, Eisenbahnbrücke)
- Königstein (Sächsische Schweiz)
- Pirna (zwei Straßenbrücken, Eisenbahnbrücke)
- Heidenau
- Radebeul
- Coswig (Sachsen)
- Meißen (zwei Straßenbrücken B 101, Eisenbahnbrücke)
- Riesa (Straßenbrücke B 169, Eisenbahnbrücke)
- Strehla
- Mühlberg/Elbe (ehemals Fähre, heute Brücke)
- Belgern-Schildau (Fähre)
- Torgau (Straßenbrücke B 87, Eisenbahnbrücke)
- Elster (Elbe) an der Einmündung der Schwarzen Elster (Fähre)
- Wittenberg (Straßenbrücke B 2, Eisenbahnbrücke)
- Coswig (Anhalt) (Fähre B 107)
- Dessau-Roßlau am Zusammenfluss von Mulde und Elbe (Straßenbrücke B 187, Eisenbahnbrücke)
- Aken (Elbe) (Fähre B 187a)
- Barby an der Mündung der Saale (Fähre, Eisenbahnbrücke)
- Schönebeck (Elbe) (Straßenbrücke B 246a)
- Tangermünde (Straßenbrücke B 188)
- Wittenberge (Straßenbrücke B 189, Eisenbahnbrücke)
- Dömitz an der Mündung der Müritz-Elde-Wasserstraße (Straßenbrücke B 191)
- Hitzacker (Elbe)
- Bleckede (Fähre)
- Boizenburg/Elbe
- Lauenburg/Elbe an der Einmündung des Elbe-Lübeck-Kanals (Straßenbrücke B 209, Eisenbahnbrücke)
- Artlenburg an der Einmündung des Elbe-Seitenkanals
- Geesthacht (letzte Staustufe des Flusses, Straßenbrücke B 404)
- Wedel
- Glückstadt bietet mit der Fähre nach Wischhafen die letzte Möglichkeit einer Elbquerung
- Brunsbüttel an der Einmündung des Nord-Ostsee-Kanals
- Otterndorf an der Einmündung des Hadelner Kanals
- Cuxhaven markiert mit der Kugelbake die Mündung der Elbe